# Ivan Dychko
Ivan Fiodorovich Dychko (en kazajo: Иван Фёдорович Дычко; Rudny, URSS, 11 de agosto de 1990) es un deportista kazajo que compitió en boxeo.
Participó en dos Juegos Olímpicos de Verano, obteniendo dos medallas de bronce, en Londres 2012 y Río de Janeiro 2016, ambas en el peso superpesado. Ganó tres medallas en el Campeonato Mundial de Boxeo Aficionado entre los años 2011 y 2015.
En septiembre de 2017 disputó su primera pelea como profesional. En total ha tenido doce combates profesionales, con un registro de doce victorias.

## Palmarés internacional
| Juegos Olímpicos   | Juegos Olímpicos        | Juegos Olímpicos  | Juegos Olímpicos |
| Año                | Lugar                   | Medalla           | Categoría        |
| ------------------ | ----------------------- | ----------------- | ---------------- |
| 2012               | Londres (Reino Unido)   | Medalla de bronce | +91 kg           |
| 2016               | Río de Janeiro (Brasil) | Medalla de bronce | +91 kg           |
| Campeonato Mundial |                         |                   |                  |
| Año                | Lugar                   | Medalla           | Categoría        |
| 2011               | Bakú (Azerbaiyán)       | Medalla de bronce | +91 kg           |
| 2013               | Almaty (Kazajistán)     | Medalla de plata  | +91 kg           |
| 2015               | Doha (Catar)            | Medalla de plata  | +91 kg           |